# Nymburk
Nymburk (ˈnɪmburk; tyska: Nimburg, även Neuenburg an der Elbe) är en stad i Mellersta Böhmen i Tjeckien, belägen 45 kilometer öst om Prag vid Elbe. Per den 1 januari 2016 hade staden 14 979 invånare.
Här finns bland annat basketlaget ČEZ Basketball Nymburk. 
Orten grundades kring 1275 av Ottokar II av Böhmen.

## Vänorter
Nymburk har följande vänorter:
- Mytisjtji, Ryssland
- Neuruppin, Tyskland
- Porto San Giorgio, Italien
- Újfehértó, Ungern
- Vrútky, Slovakien
- Żarów, Polen

## Fotogaleri

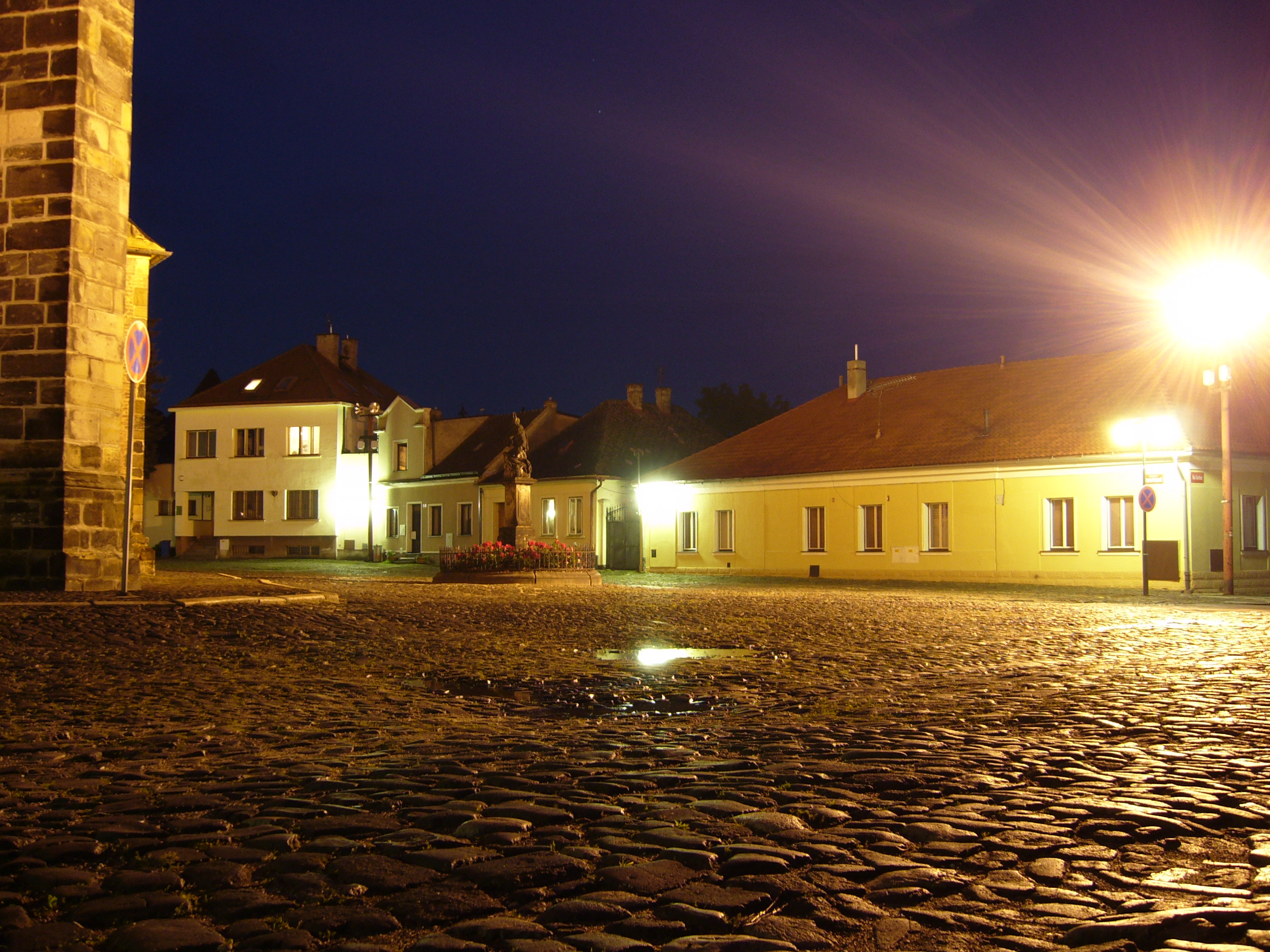
Kyrkotorget
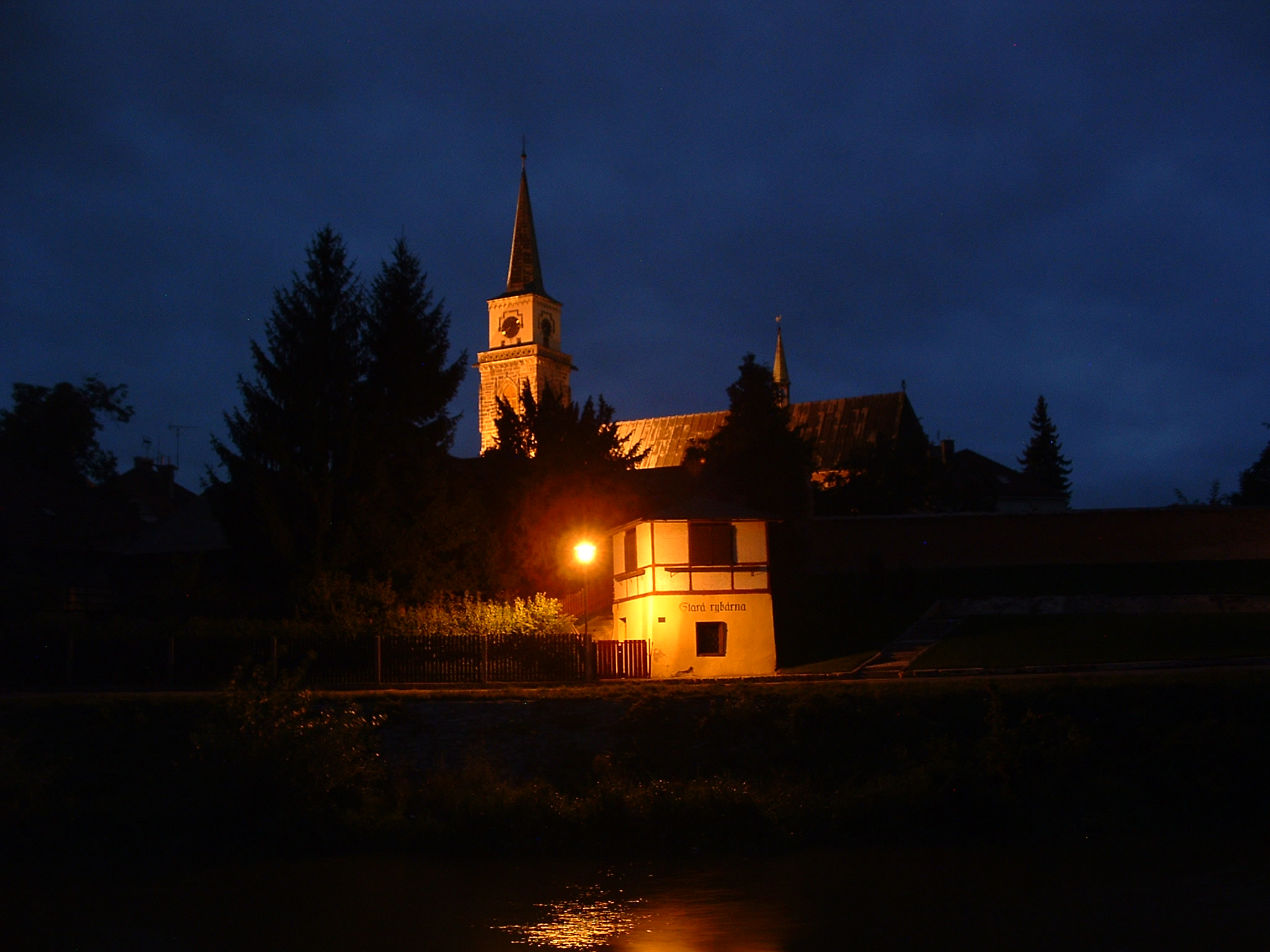
Kyrkobyggnad
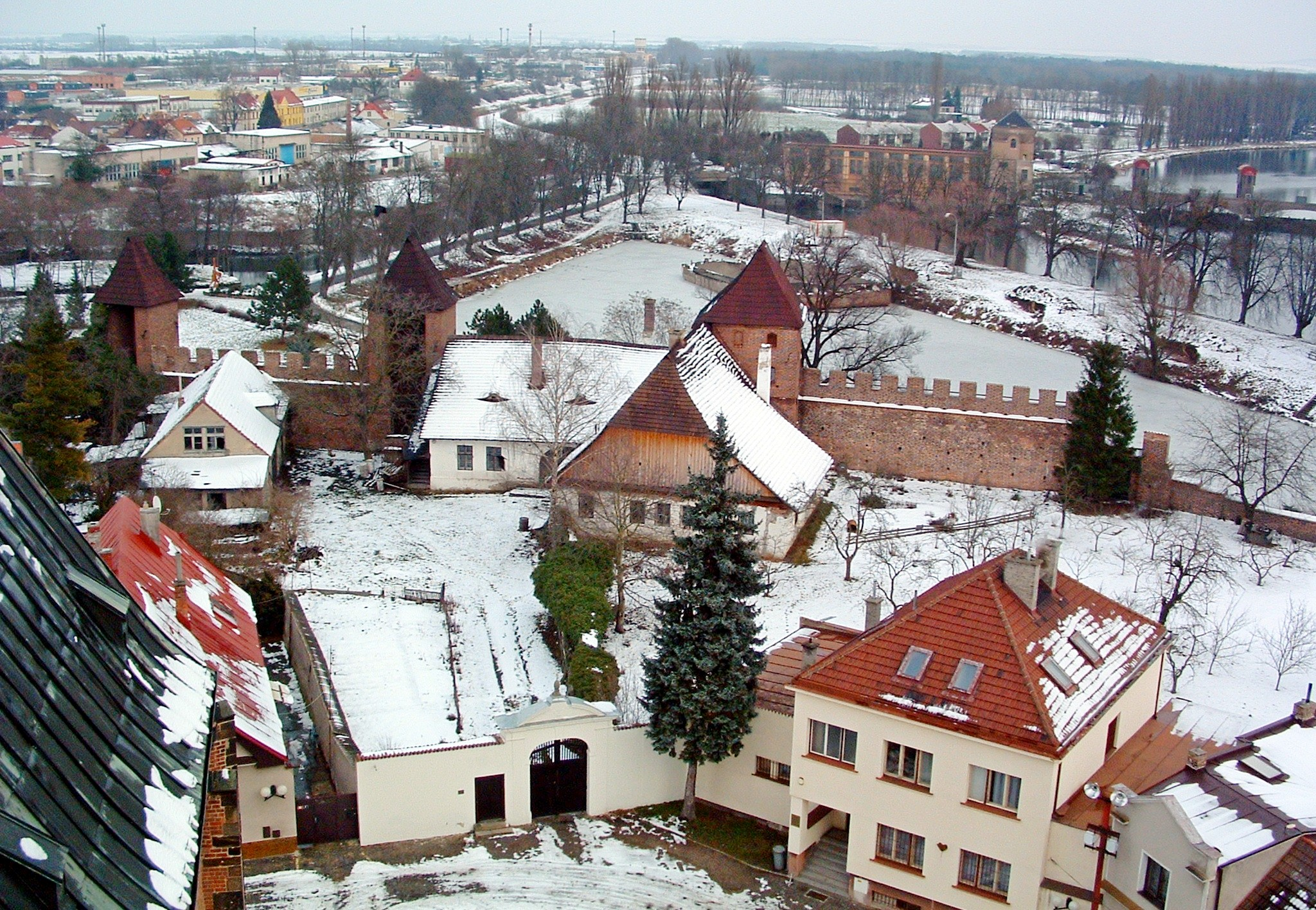
Vattenkraftstationen
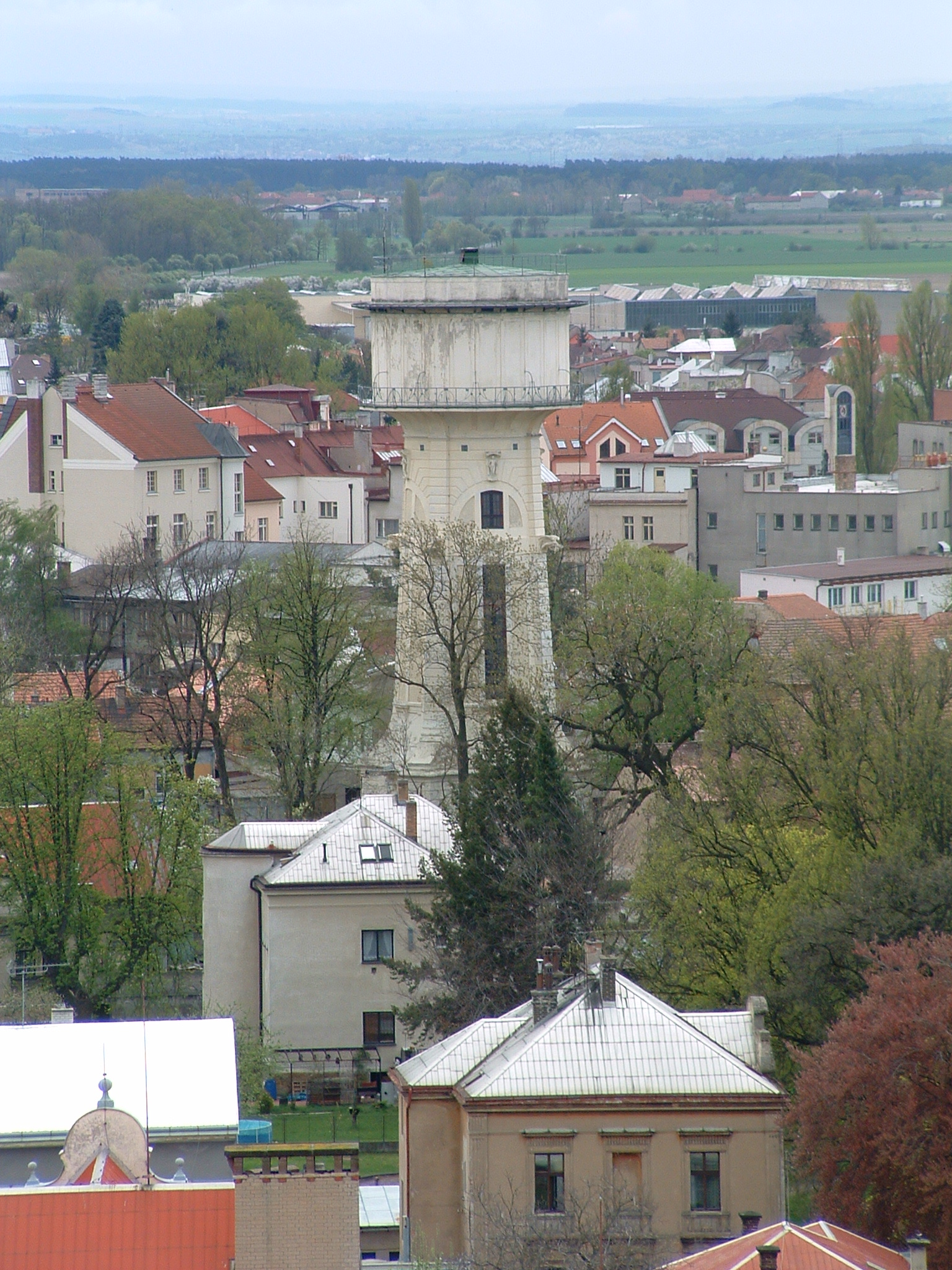
Vattentornet
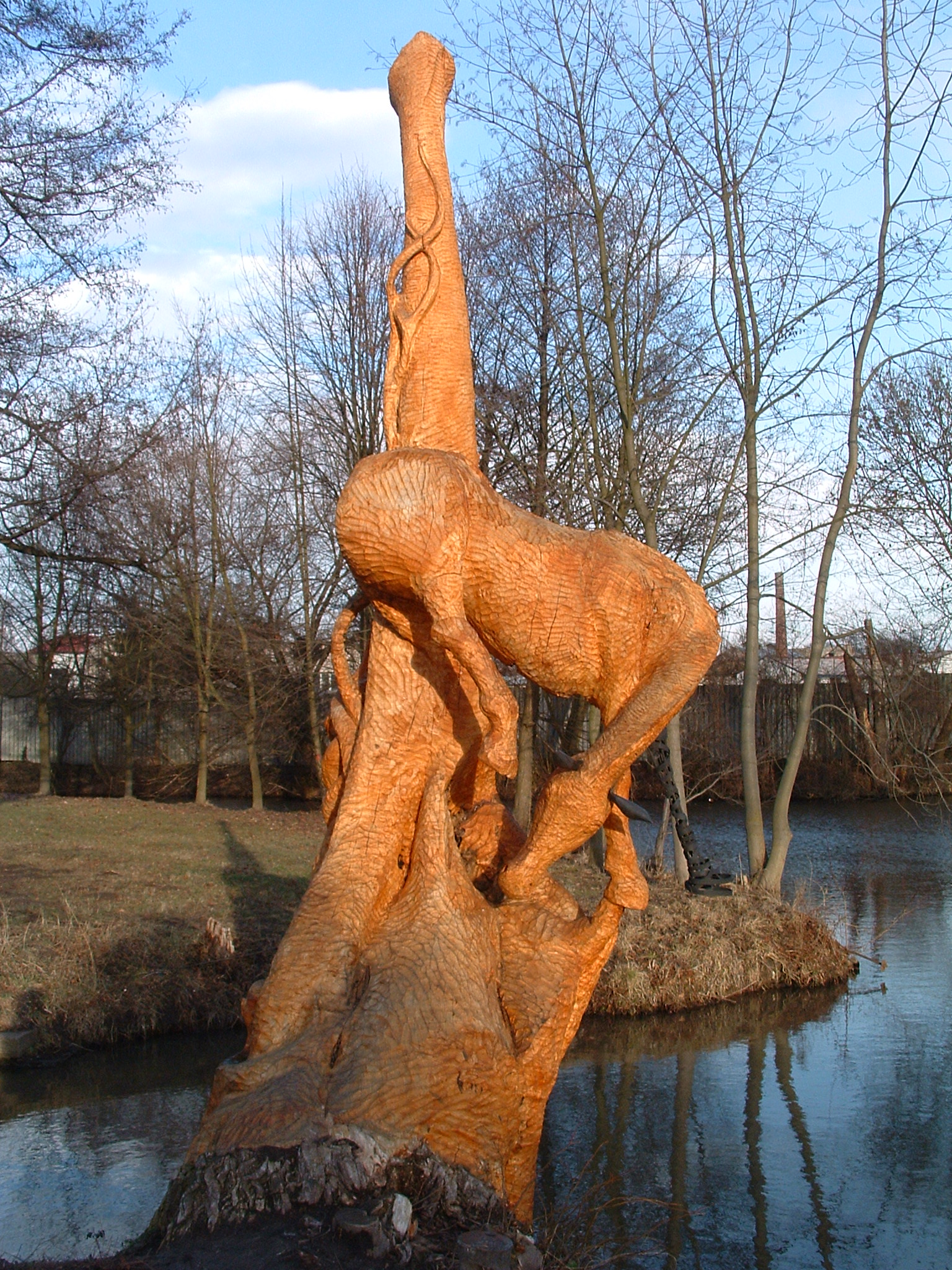
Häststatyn
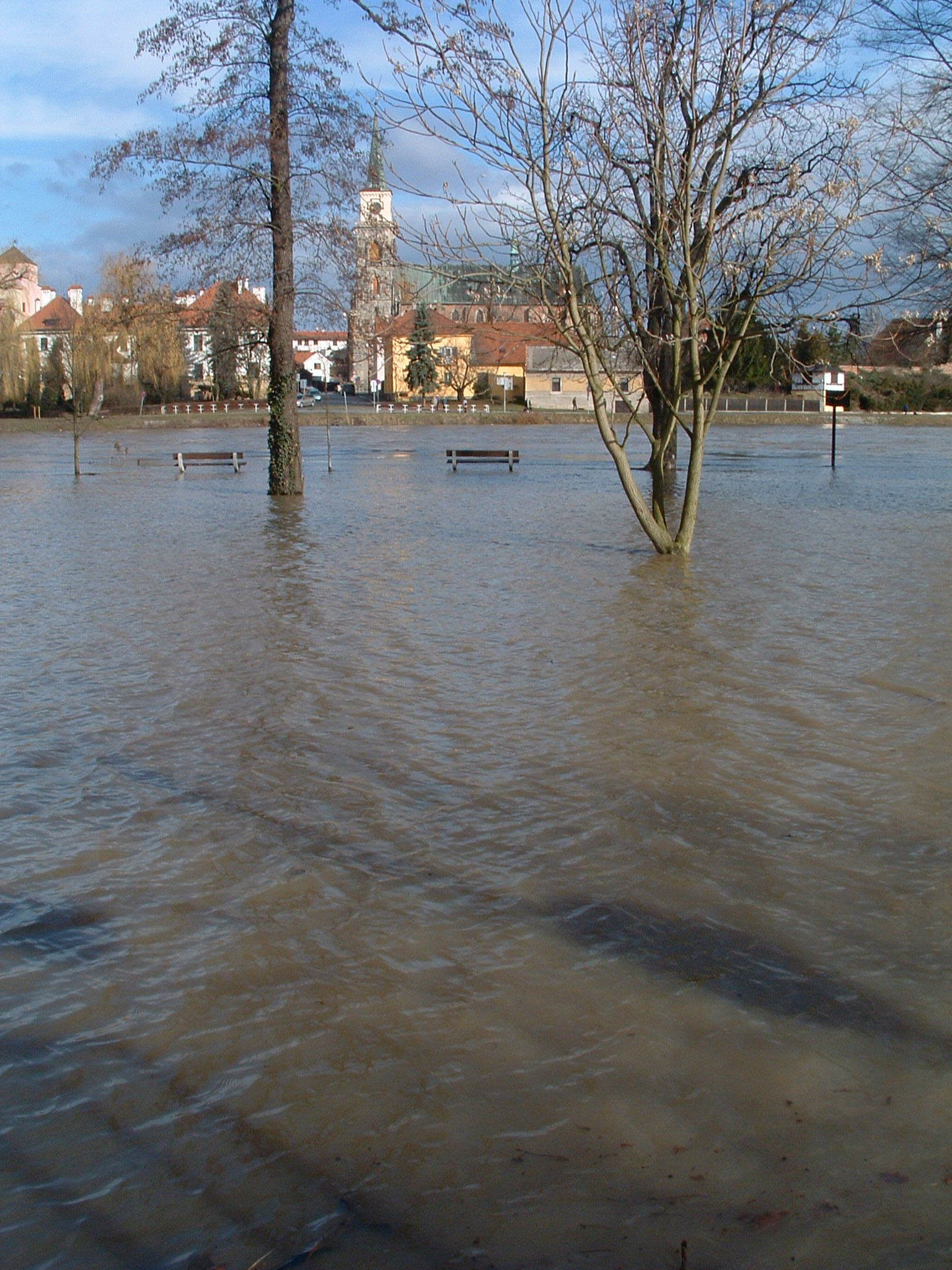
Elbe i Nymburk - Översvämning
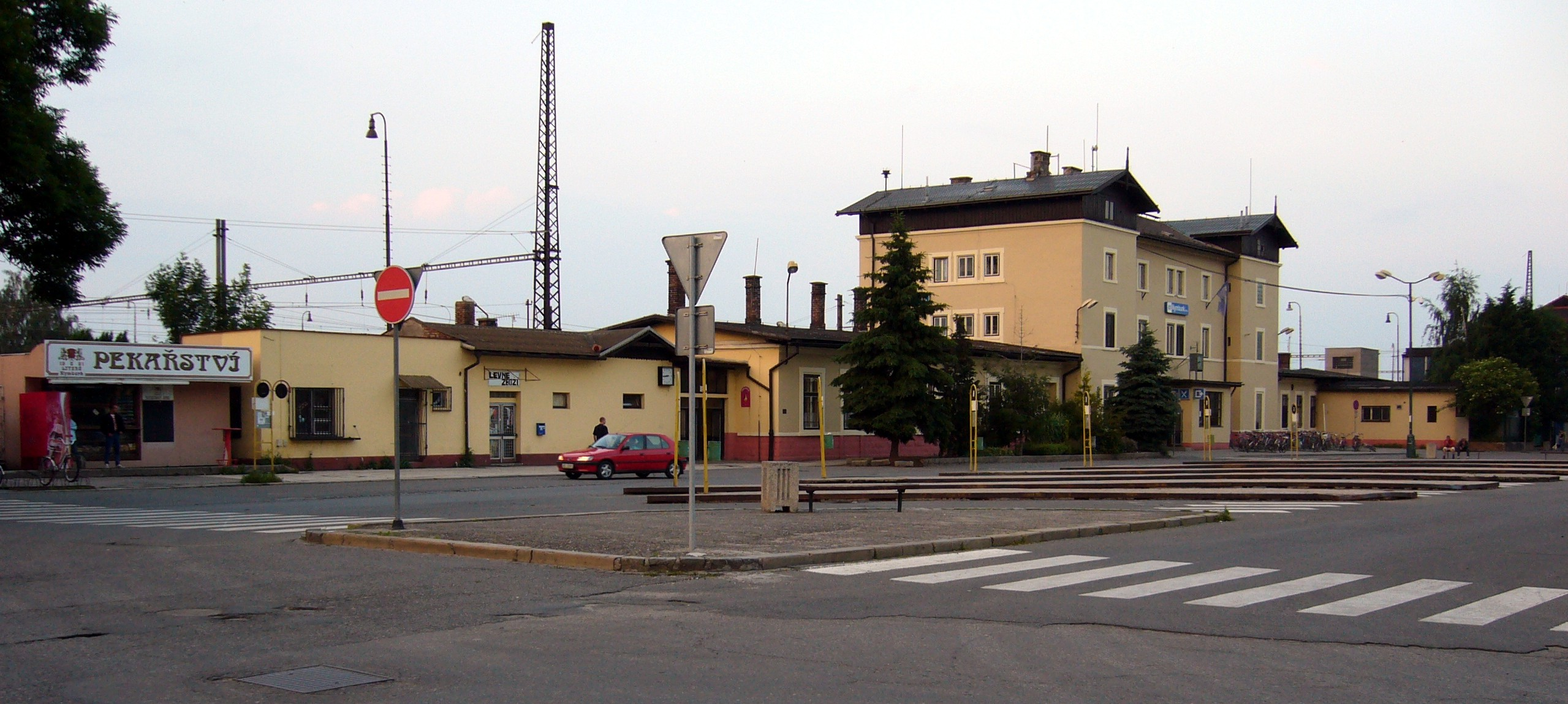
Järnvägsstationen
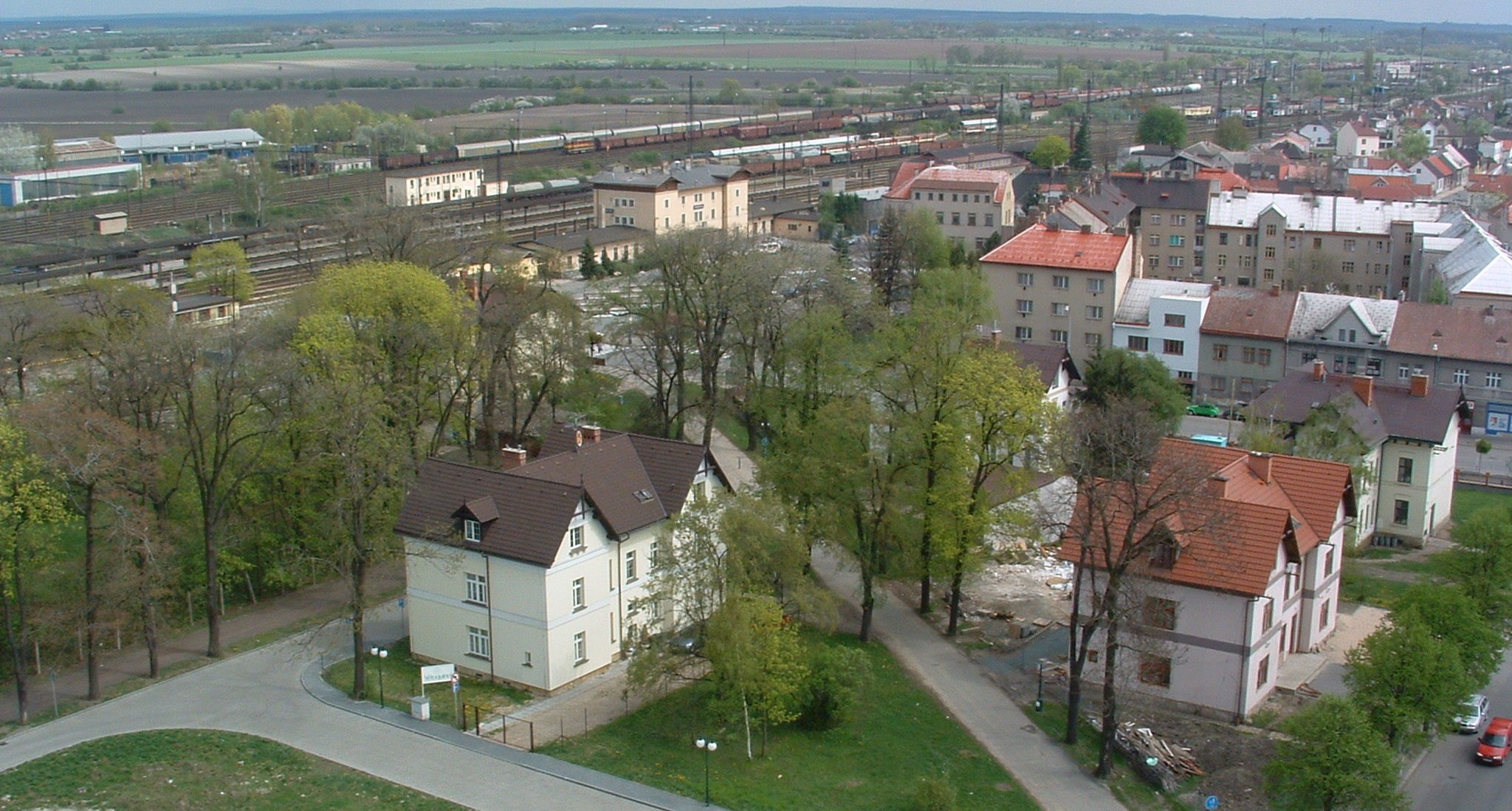
Gamla järnvägsbyggnader
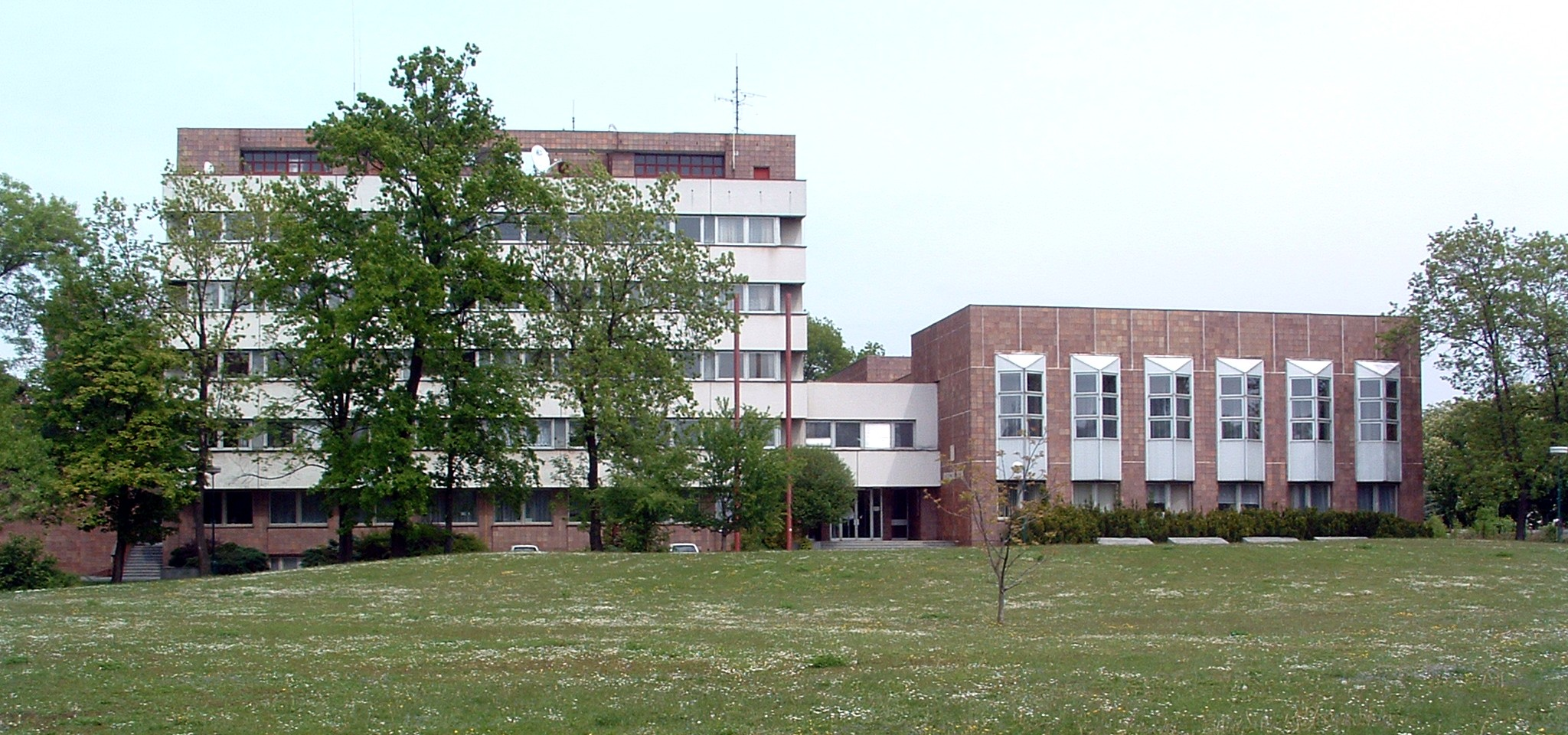
Kokos - Arkitektur från 1980-talet
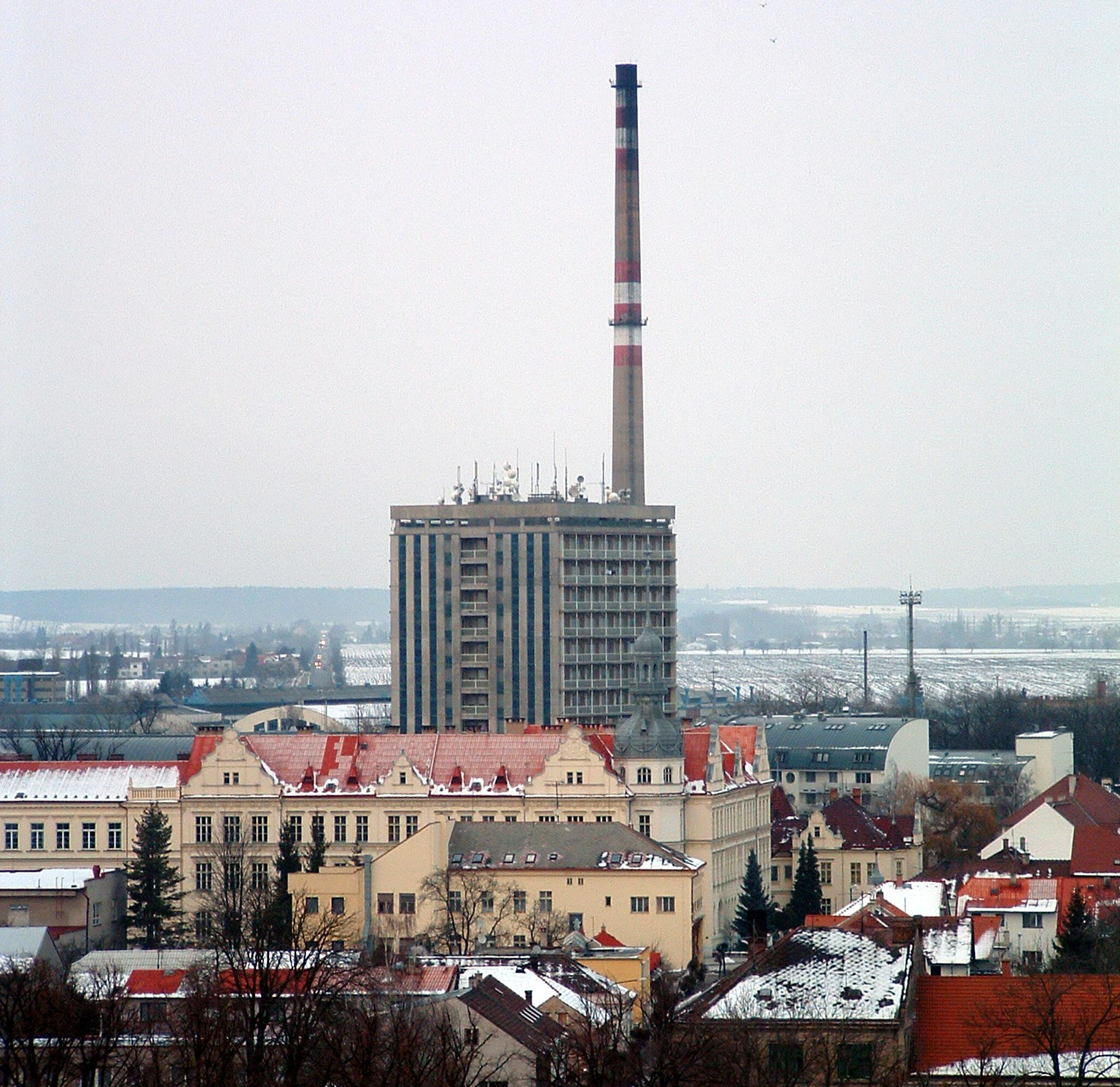
COP-byggnad, sekundärskola i förgrunden
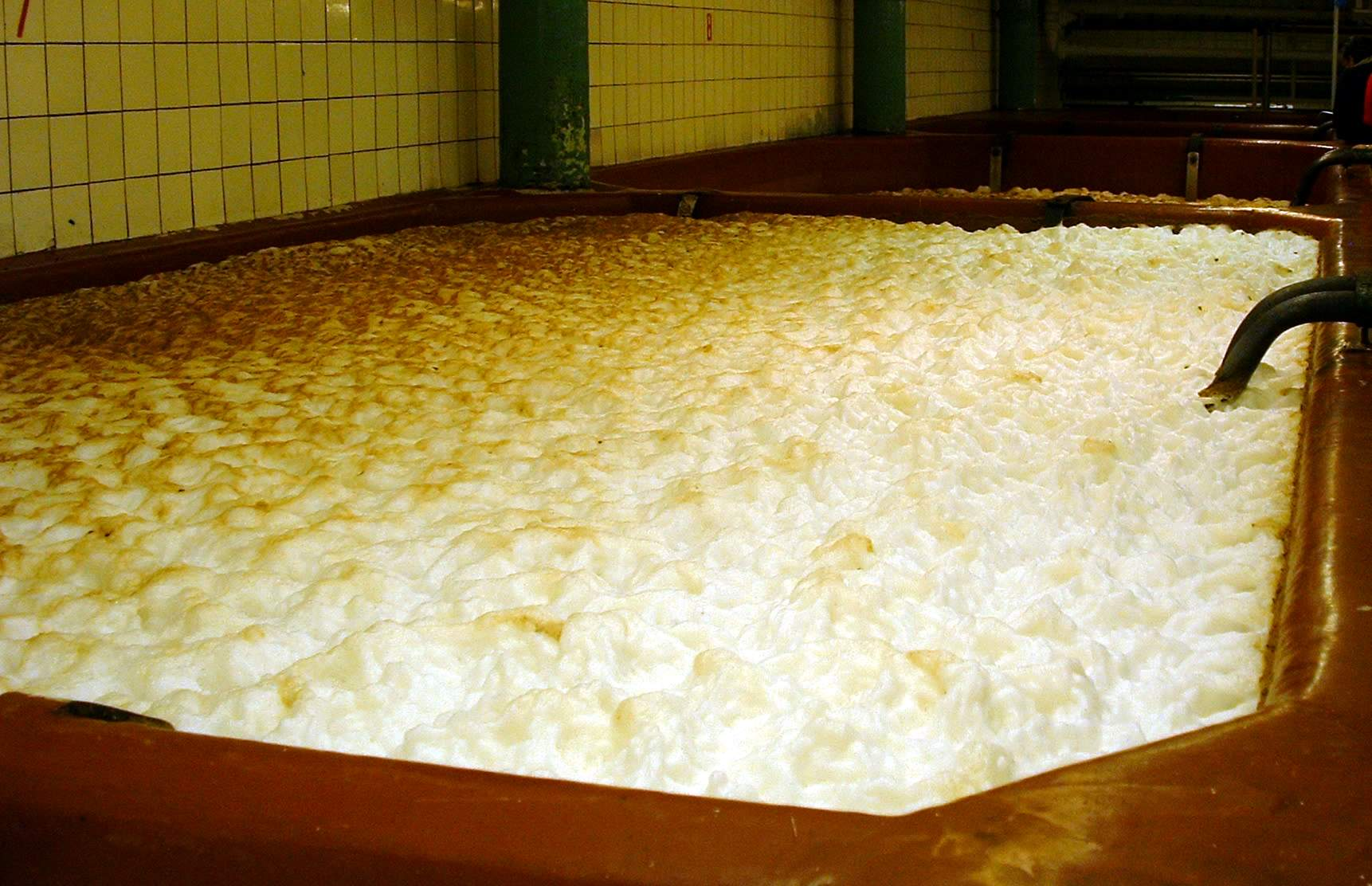
Ölbryggeri
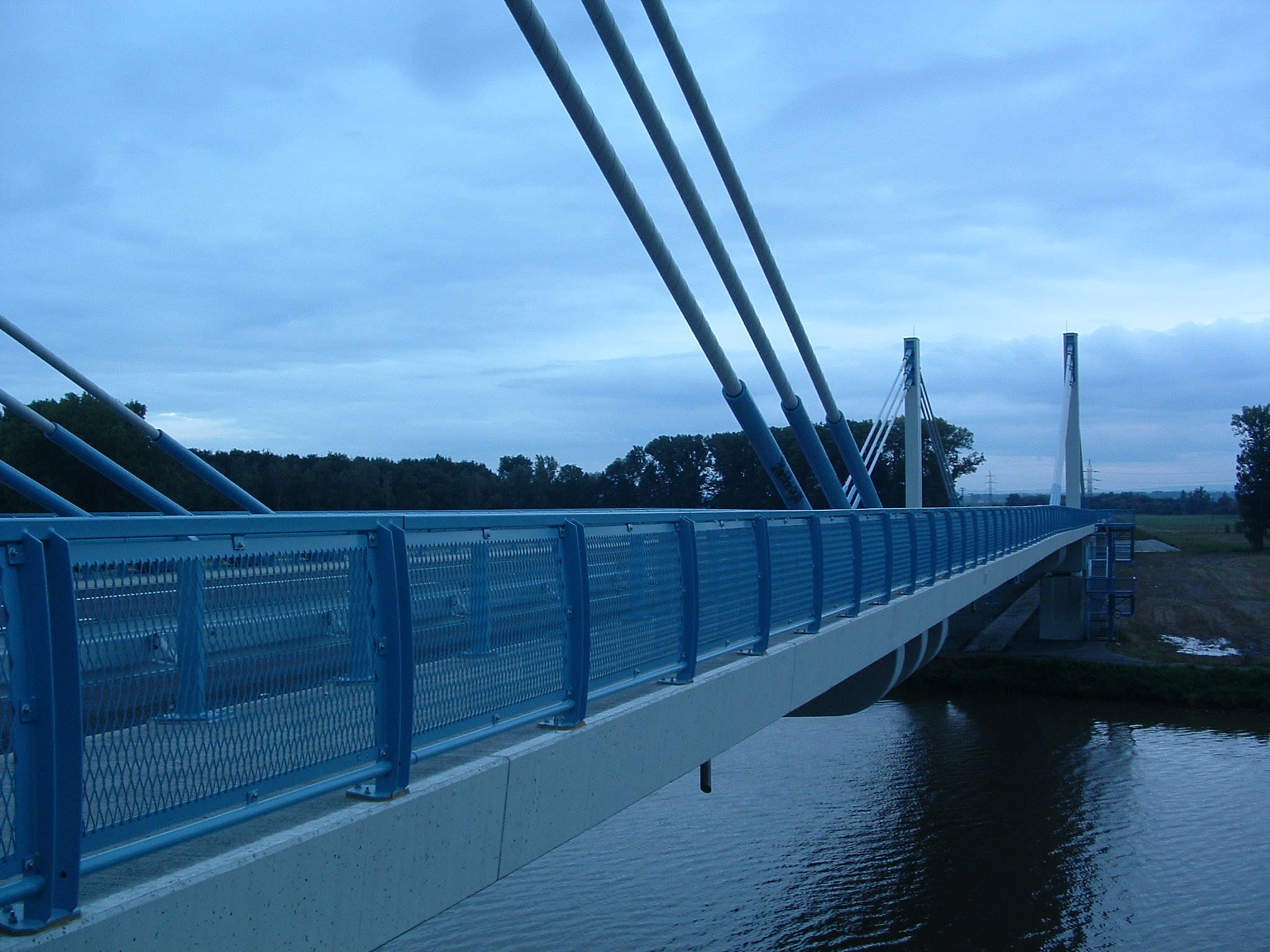
Snedkabelbro över floden Elbe